# Benemérita Escuela Nacional de Maestros
La Benemérita Escuela Nacional de Maestros (BENM) es una universidad pública y escuela normal superior de la Ciudad de México. Perteneciente a la Autoridad Educativa Federal en la Ciudad de México de la Secretaría de Educación Pública (SEP) tiene como objetivo la formación de profesionales de la enseñanza.

## Historia

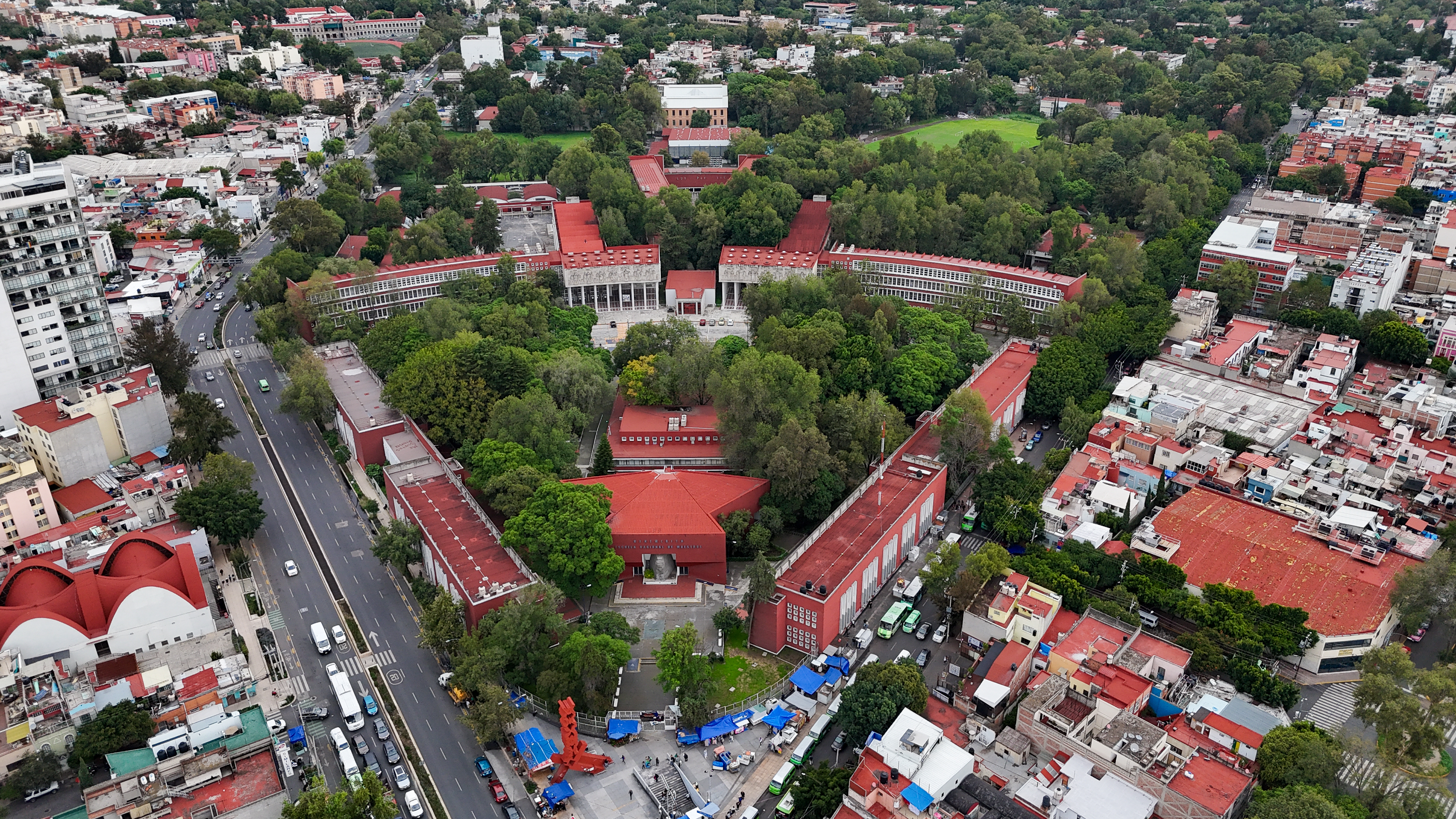
Vista aérea de la sede central de la BENM.

La BENM tiene como antecedente la Escuela Normal para Profesores de Institución Primaria, fundada el 24 de febrero de 1887 en el ex convento de Santa Teresa la Antigua, en el Centro Histórico de la Ciudad de México. En 1890 la Secundaria para Señoritas fue convertida en la Normal para Profesoras. En 1924 Lauro Aguirre asumió la dirección de la Escuela Normal para Profesores de Institución Primaria, nombrándola Escuela Nacional de Maestros, y realizando una reforma en los planes de estudio de la formación del profesorado. Ello incluyó la fusión en la misma institución de la propia escuela, la Normal para Profesoras y la Normal Nocturna.
El proyecto educativo hecho en la administración del entonces presidente Manuel Ávila Camacho y el secretario de Educación, Jaime Torres Bodet, implicó crear tres grandes campus de educación superior en distintas zonas de la ciudad: Ciudad Universitaria para la Universidad Nacional Autónoma de México, así como la Ciudad Politécnica para el Instituto Politécnico Nacional y la Ciudad Normalista para la Escuela Nacional de Maestros. Estos últimos fueron emplazados en las inmediaciones de la antigua Hacienda de Santo Tomás, en el poniente de la Ciudad de México, sitio en donde funcionaban ya distintas instituciones de enseñanza superior como el Instituto Técnico Industrial y la Escuela Superior de Construcción.
La creación de la sede central de la ENM quedó a cargo de los arquitectos Mario Pani, Esteban Hoyo y Ernesto Santillán, en un terreno adyacente a la calzada México-Tacuba en donde se encontraba un edificio de la hacienda de Santo Tomás, mismo que fue demolido. La construcción llevó de 1943 al 6 de noviembre de 1947, por lo que no pudo ser inaugurado por sus impulsores originales en el gobierno de México.Se aprovechó que México sería la sede de la Segunda Conferencia de la Unesco para concluir el edificio, siendo sede de dicho encuentro. La inauguración corrió a cargo del entonces presidente Miguel Alemán el 6 de noviembre de 1947.
En 1987, al cumplir 100 años, fue nombrada como Benemérita Escuela Nacional de Maestros, nombre que conserva.

## Arquitectura
El conjunto arquitectónico de la BENM siguió una planta trapezoidal ajustándose al terreno disponible de la hacienda de Santo Tomás.

## Actividades culturales
La BENM acogió el taller de danza regional del profesor Hermilo Rojas Aragón «Milo», quien además de profesor, fue promotor de la cultura y la danza tradicional de México, así como fundador del Taller de Danza Tezcatlipoca. Sus alumnos y compañeros Rodrigo Rojas Aragón, Consuelo Martínez y Virginia Aguilar decidieron hacerle un homenaje en 2002, lo que a la postre se convirtió en el Festival Son para Milo, mismo que se realizó en la sede de la BENM hasta el año 2014.